# Dactyloscirus agricolus
Dactyloscirus agricolus är en spindeldjursart som beskrevs av Corpuz-Raros 1995. Dactyloscirus agricolus ingår i släktet Dactyloscirus och familjen Cunaxidae. Inga underarter finns listade i Catalogue of Life.